# Obsesionario
Obsesionario es el segundo álbum de estudio del grupo musical argentino Tan Biónica, publicado el 1 de octubre de 2010. Con los éxitos como «Ella», «Beautiful», «Obsesionario en la mayor», «Loca» y «Pétalos», el grupo musical llegó nuevamente a las listas de las radios más importantes del país, y alcanzó una fuerte rotación en los canales de música nacionales e internacionales.

## Portada
Este álbum de estudio trajo la consagración de Tan Biónica con los cortes de difusión como «Ella», que se convirtió en una de las canciones del año. Su video musical, además, fue el primero de un grupo latinoamericano en ser filmado en 360°. Los siguientes cortes de difusión fueron «Beautiful», «El duelo», «Obsesionario en la mayor», «Loca», «La comunidad» y «Pétalos» mantuvieron al grupo en las listas de rotación radial de la Argentina y parte de Latinoamérica. Fue disco de oro y posteriormente de platino, al igual que sus siguientes discos, Destinología y Hola mundo.

### Obsesionario Black Edition
En 2014, Tan Biónica lanza la serie Black Edition de sus discos. Obsesionario sería el primer álbum en reeditarse bajo esta modalidad. 
Obsesionario (Black Edition) cuenta con los mismos sencillos que la edición tradicional, no obstante, se suma la pista «Himno satidagurdam sim», juego de palabras que al revés significa "Himno mis madrugaditas", siendo la instrumental de la canción «Ecos y sombras» y el himno que utilizó el grupo para su entrada en cada concierto del Obsesionario Tour. Además, cuenta con cuatro videos en vivo de los principales sencillos del álbum y un video inédito de la canción «La suerte está echada». Esta reedición cuenta con una adaptación del diseño de portada, nuevas fotos y un prólogo, a cargo del periodista Sebastián Espósito.

## Lista de canciones
| Obsesionario |                            |               |               |          |  |
| N.º          | Título                     | Letras        | Música        | Duración |  |
| 1.           | «Ella»                     | Chano         | Chano · Bambi | 3:47     |  |
| 2.           | «Beautiful»                | Chano         | Chano · Bambi | 3:38     |  |
| 3.           | «Obsesionario en la mayor» | Chano         | Chano · Bambi | 4:27     |  |
| 4.           | «Loca»                     | Chano         | Chano · Bambi | 3:29     |  |
| 5.           | «El duelo»                 | Chano         | Chano · Bambi | 4:04     |  |
| 6.           | «Dominguicidio»            | Chano         | Chano · Bambi | 4:33     |  |
| 7.           | «Pastillitas del olvido»   | Chano · Bambi | Chano · Bambi | 4:36     |  |
| 8.           | «La suerte está echada»    | Chano · Bambi | Chano · Bambi | 4:27     |  |
| 9.           | «La comunidad»             | Tan Biónica   | Tan Biónica   | 3:43     |  |
| 10.          | «Perdida»                  | Chano · Diega | Bambi · Diega | 3:08     |  |
| 11.          | «El color del ayer»        | Chano · Seby  | Chano · Seby  | 3:39     |  |
| 12.          | «Pétalos»                  | Chano         | Chano · Bambi | 3:48     |  |
| 47:26        |                            |               |               |          |  |

| Obsesionario (Black Edition) |                                         |               |               |          |  |
| N.º                          | Título                                  | Letras        | Música        | Duración |  |
| 1.                           | «Himno Satidagurdam Sim» (Instrumental) |               | Tan Bionica   | 1:14     |  |
| 2.                           | «Ella»                                  | Chano         | Chano · Bambi | 3:47     |  |
| 3.                           | «Beautiful»                             | Chano         | Chano · Bambi | 3:38     |  |
| 4.                           | «Obsesionario en la mayor»              | Chano         | Chano · Bambi | 4:27     |  |
| 5.                           | «Loca»                                  | Chano         | Chano · Bambi | 3:29     |  |
| 6.                           | «El duelo»                              | Chano         | Chano · Bambi | 4:04     |  |
| 7.                           | «Dominguicidio»                         | Chano         | Chano · Bambi | 4:33     |  |
| 8.                           | «Pastillitas del olvido»                | Chano · Bambi | Chano · Bambi | 4:36     |  |
| 9.                           | «La suerte está echada»                 | Chano · Bambi | Chano · Bambi | 4:27     |  |
| 10.                          | «La comunidad»                          | Tan Biónica   | Tan Biónica   | 3:43     |  |
| 11.                          | «Perdida»                               | Chano · Diega | Bambi · Diega | 3:08     |  |
| 12.                          | «El color del ayer»                     | Chano · Seby  | Chano · Seby  | 3:39     |  |
| 13.                          | «Pétalos»                               | Chano         | Chano · Bambi | 3:48     |  |
| 48:40                        |                                         |               |               |          |  |

## Videos musicales
- «Ella» (2010)
- «Beautiful» (2011)
- «Obsesionario en la mayor» (2011)
- «Loca» (2011)
- «Pétalos» (2012)